# 군남중학교
군남중학교(郡南中學校)는 대한민국 경기도 연천군 군남면 진상리에 있는 공립 중학교이다.

## 학교 연혁
- 1971년 12월 27일 : 군남중학교 설립 인가
- 1972년 3월 6일 : 개교(2학급)
- 1975년 2월 20일 : 제1회 졸업식(105명)
- 1993년 3월 1일 : 6학급 편성
- 2001년 3월 1일 : 초.중 통합학교 개교
- 2019년 3월 1일 : 제10대 정연영 교장 취임
- 2020년 1월 8일 : 제47회 졸업식(17명) (연인원 4,486명)
- 2021년 3월 2일 : 1학년 18명 입학

## 참고 자료
- 군남중학교 - 한국교육학술정보원 학교알리미